# Monica Lövström (översättare)
Monica Lövström, född 31 juli 1961, är en svensk översättare och förläggare.

## Biografi
Lövström har en BA-examen i språk och lingvistik från 1986 vid Lunds universitet. Hon började därefter att översätta från tyska och engelska till svenska, bland annat verk av författarna Johannes Mario Simmel, Akio Morita och Doris Mortman(bg).
I anslutning till Sveriges inträde i EU 1995 blev Lövström antagen som en av många nytillträdda översättare i Bryssel. Hon fick sin arbetsplats i den svenska avdelningen av EU-kommissionens översättningstjänst, med ekonomi-, budget- och konkurrensärenden som specialitet. Hon övergick 2006 till en ledande befattning med uppgiften att arbeta med ledning och strategier för den mångspråkiga webb-publicering på EU:s 24 officiella språk som utförs av DGT - Directorate-General for Translation. År 2014 blev hon Scrum master inom DG COMM som har ansvar för att kommunicera EU:s policies till utomstående.
I slutet av 2021 startade Lövström mm förlag med inriktning på utgivning inom fantastik-genren.

### Översättningar (urval)
- Morita, Akio; Reingold Ed, Shimomura Mitsuko (1986). Made in Japan: Akio Morita och Sony Corporation. Översättning: Nielsen Rose-Marie, Lövström Monica. Stockholm: Wahlström & Widstrand. Libris 7281167. ISBN 9146153349
- Turkle, Sherry (1987). Ditt andra jag: [datorn och det mänskliga psyket]. Översättning: Lövström Monica. Stockholm: Prisma. Libris 7407438. ISBN 9151820536
- Patton, Forrest H. (1987). Vinnande avslut: psykologin bakom en lyckad avslutsteknik. Översättning: Lövström Monica. Göteborg: ISL. Libris 7658395. ISBN 9176980138
- Davie, Michael (1987). Titanic: katastrofen som förändrade en värld. Översättning: Lövström Monica. Stockholm: Gedin. Libris 7677166. ISBN 9179640125
- Blanchard, Marjorie; Tager Mark J. (1987). Jobba friskt. Översättning: Lövström Monica. Stockholm: Timbro. Libris 7648181. ISBN 9175661209
- Danella, Utta (1988). Flickan från Berlin. Översättning: Lövström Monica. Höganäs: Wiken. Libris 7591704. ISBN 91-7024-416-2
- Simmel, Johannes Mario (1988). Och skrattet blev till skräck-: [roman]. Översättning: Lövström Monica. Höganäs: Wiken. Libris 7591712. ISBN 9170244294
- Powell, Barbara (1989). Leva ensam och må bra. Översättning: Lövström Monica. Västerås: Ica. Libris 7413921. ISBN 9153412370
- Hare, Beverley (1990). Bättre självförtroende: [lär dig kommunicera klart och entydigt]. Översättning: Lövström Monica. Västerås: Ica. Libris 7413957. ISBN 9153412761
- Singer, A. L.; Thompkins Kenny, Gallego James (1993). Aladdin. Översättning: Lövström Monica. Malmö: Richter. Libris 7660255. ISBN 9177071646
- Rowe, Dorothy (1993). Depressionshandboken. Översättning: Lövström Monica. Stockholm: Forum. Libris 7256115. ISBN 9137103164
- Jackson, Michael (1996). Stora ölboken. Översättning: Lövström Monica (2. uppl.). Stockholm: Rabén Prisma. Libris 7408099. ISBN 9151828758
- Mortman, Doris (1998). Bekänna färg. Översättning: Lövström Monica. Höganäs: Bra böcker. Libris 7605750. ISBN 9171198792
- Moscrop, Michael James (2021). Woodland Point. Översättning: Lövström Monica. [Lund]: mm förlag. Libris 1ftv6vgvz6plv2m6. ISBN 9789151983080